# Emili Pérez
Emili Pérez Font (* 3. Oktober 1966 in Escaldes-Engordany) ist ein ehemaliger andorranischer Radrennfahrer.

## Sportliche Laufbahn
Pérez war im Straßenradsport aktiv und Teilnehmer der Olympischen Sommerspiele 1988 in Seoul. Im olympischen Straßenrennen kam er auf den 9. Rang.
Er war auch Teilnehmer der Olympischen Sommerspiele 1992 in Barcelona. Im olympischen Straßenrennen wurde er auf dem 82. Platz klassiert.
1987 siegte er im Eintagesrennen Trofeu Joan Escolá.

## Familiäres
Er ist der Bruder von Xavier Pérez, der ebenfalls Olympiateilnehmer im Radsport war.